# Ryszard Niemczyk
Ryszard Niemczyk, ps. „Rzeźnik” (ur. 3 września 1974 w Bielsku-Białej) – polski przestępca i płatny zabójca, lider działającej na Podbeskidziu grupy przestępczej, w 1999 współsprawca zabójstwa Andrzeja Kolikowskiego, ps. „Pershing”.

## Życiorys
Urodził się w dobrze sytuowanej rodzinie z Janowic k. Bielska-Białej. Ukończył liceum ogólnokształcące. Działalność przestępczą rozpoczął w 1994, kradnąc samochody. W następnych latach uczestniczył w porwaniach dla okupu, podpaleniach, podkładaniu bomb oraz napadach na konwoje bankowe. W listopadzie 1999 kierował napadem na bielski bank, z którego podlegający mu przestępcy skradli 600 tys. zł. W Bielsku-Białej prowadził również agencję towarzyską „Sekret”. Poszukiwany był listem gończym. W 1998 ukrywał się m.in. w szpitalu psychiatrycznym w Rybniku.
5 grudnia 1999 w Zakopanem uczestniczył wraz z Ryszardem Boguckim i Adamem K., ps. „Dziadek” w zabójstwie lidera gangu pruszkowskiego Andrzeja Kolikowskiego, ps. „Pershing”. Niemczyk strzelał w powietrze z broni automatycznej dla odwrócenia uwagi. Do Zakopanego przybył pod fałszywym nazwiskiem. W styczniu 2000 został zatrzymany przez Policję.
29 października 2000 zbiegł z zakładu karnego w Wadowicach – podczas spaceru rozerwał siatkę zabezpieczającą, wszedł na dach więzienia, a następnie na dach przylegającego do zakładu karnego sądu, skąd zeskoczył i odjechał czekającym nań samochodem. W kwietniu 2005 został zatrzymany w Moguncji przez niemiecką policję, a następnie przekazany stronie polskiej na podstawie europejskiego nakazu aresztowania.
W 2007 Sąd Okręgowy w Bielsku-Białej uznał Niemczyka winnym zarzucanych mu 13 czynów, w tym kierowania gangiem i udziału w zabójstwie Kolikowskiego, i skazał go na karę 25 lat pozbawienia wolności. W 2008 wyrok w mocy utrzymał Sąd Apelacyjny w Katowicach. W tym samym roku Sąd Najwyższy oddalił kasację obrony. W drugim procesie został skazany w 2009 na karę 15 lat pozbawienia wolności. Sąd uznał, że Niemczyk jest winnym 12 z 13 postawionych mu zarzutów, m.in. usiłowania zabójstwa bielskiego przedsiębiorcy, prania pieniędzy i wielu zastraszeń.